# Slaapmutske

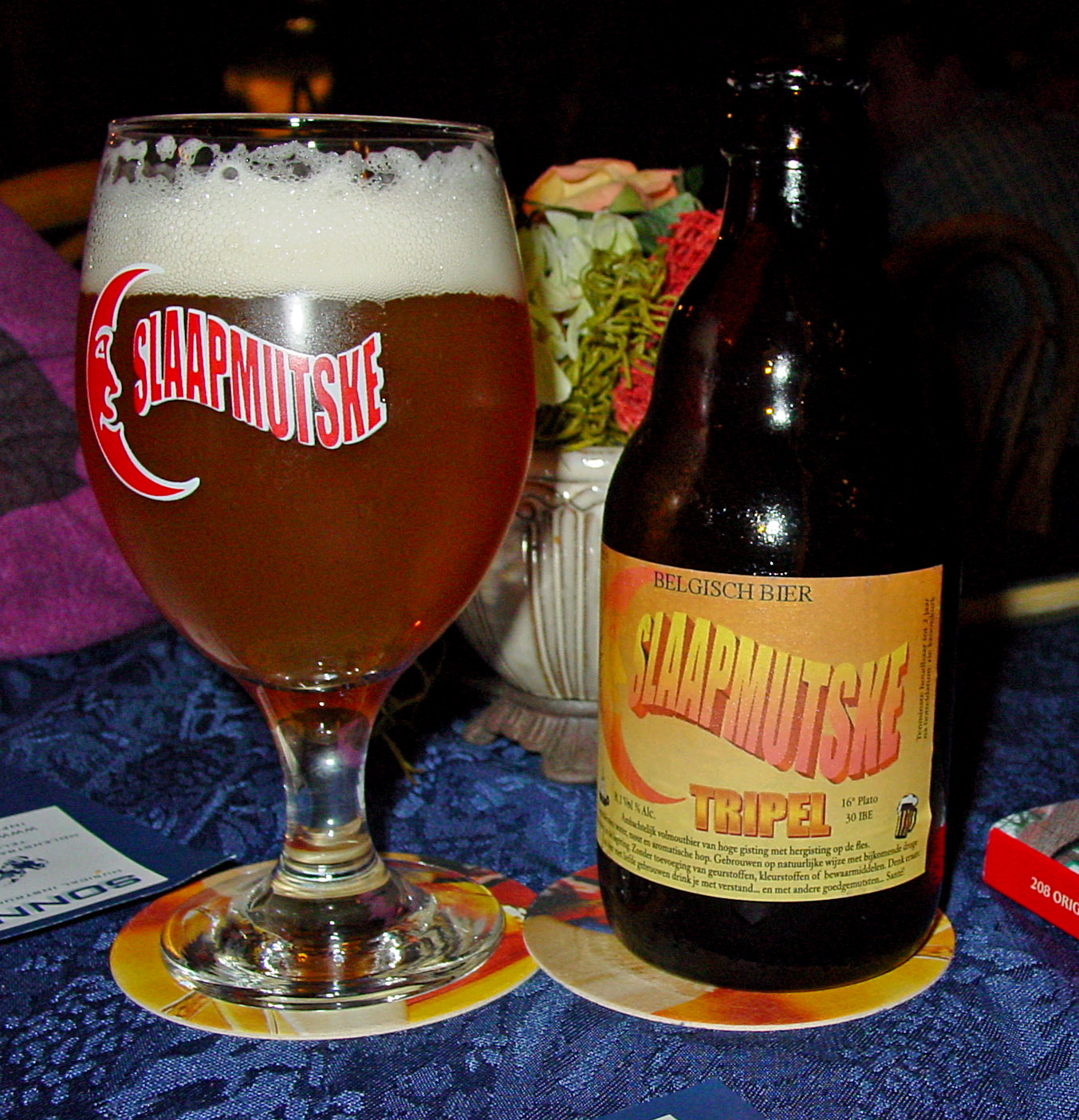
Slaapmutske Tripel met ouder etiket

Slaapmutske is een Belgisch bier van hoge gisting.
Het bier wordt gebrouwen in De Proefbrouwerij te Hijfte voor Brouwerij Slaapmutske. Het eerste bier dat eind 2000 op de lokale markt gebracht werd was Slaapmutske winterbier (nu Slaapmutske Bruin), in 2001 volgt Slaapmutske Blond, een volmoutig bier met pils- en tarwemout en een hoppig aroma door het drooghoppen. Begin 2002 volgt Slaapmutske Tripel, en eind 2008 wordt Slaapmutske Christmas op de Belgische markt gebracht. In januari 2009 komt er Slaapmutske Bio Tripel bij en in maart 2011 begint men met de eerste versie van de single hop bieren, namelijk Slaapmutske Hop Collection ft. Kent Goldings. In mei 2004 werden de eerste bieren geëxporteerd naar Nederland en Zuid-Afrika, nadien ook naar Denemarken, VS, Spanje, Italië, Frankrijk en Zweden.

Het etiket toont een lachende maan met (sinds 2006) een slaapmuts op, met de symbolische betekenis: Bier voor goedgemutsten.

## Varianten
- Blond, blond bier met een alcoholpercentage van 6,4%
- Bruin, roodbruin bier met een alcoholpercentage van 6%
- Tripel, goudblond bier met een alcoholpercentage van 8,1%
- Bio Tripel, goudblond bier met een alcoholpercentage van 8%
- Christmas, roodbruin bier met een alcoholpercentage van 7,4%
- Floss, roodbruin bier met een alcoholpercentage van 5%
- Hop Collection ft. Kent Goldings, goudblond bier met een alcoholpercentage van 10%